# Cultura Tiszapolgár
La cultura Tiszapolgár o cultura Tiszapolgár-Româneşti (4500–4000 aC) és una cultura arqueològica de l'Eneolític que es va estendre per la Gran plana hongaresa, el Banat, l'Eslovàquia oriental i l'oblast de Zakarpattia d'Ucraïna, a l'Europa central.

## Descripció
El jaciment tipus Tiszapolgár-Basatanya es troba al nord-est d'Hongria (Polgár). És una continuació de la cultura Tisza. El jaciment de Româneşti es troba a Româneşti-Tomeşti, al comtat de Timiș, Romania.

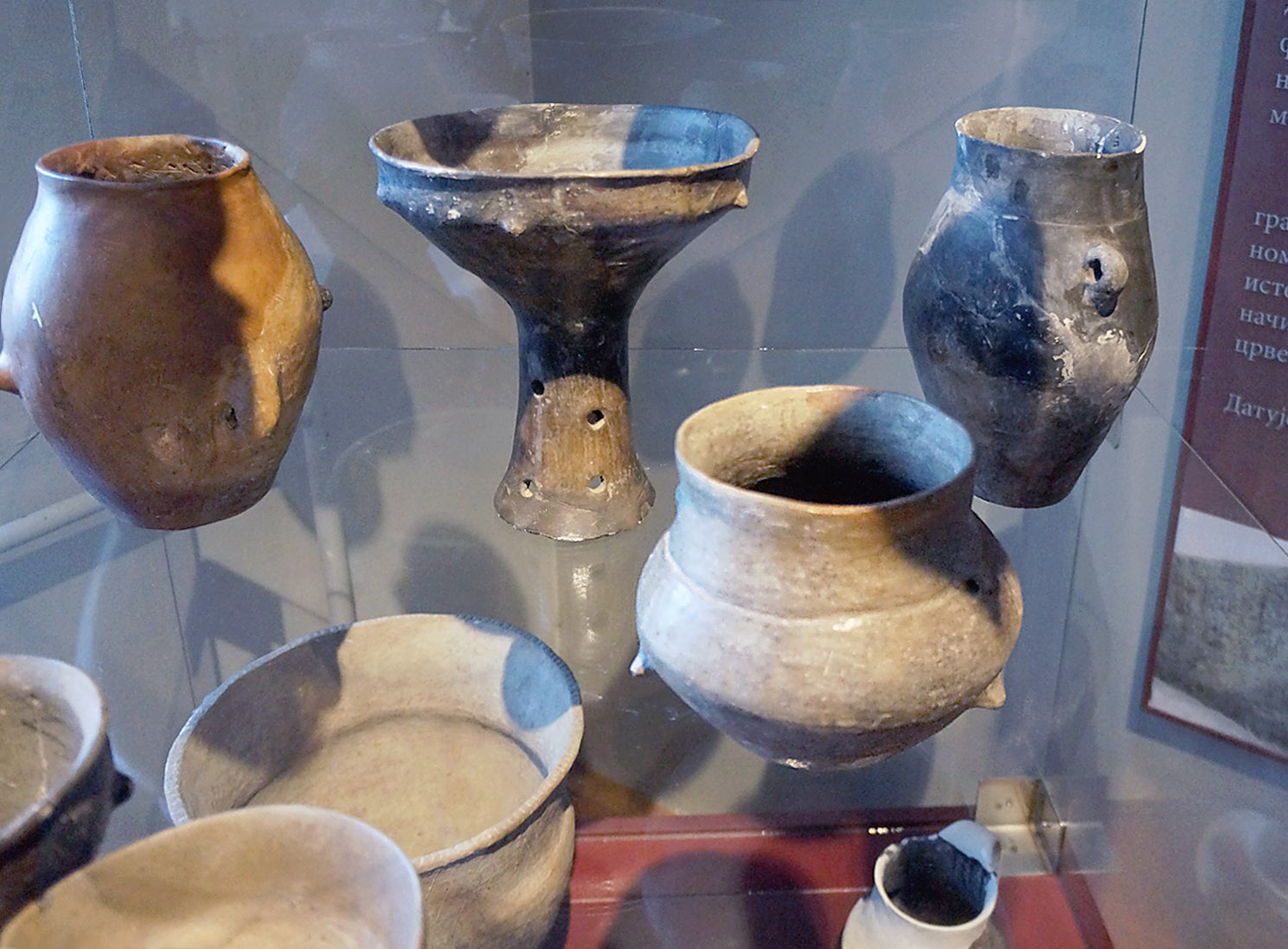
Ceràmica Tiszapolgár.

La major part de la informació sobre la cultura Tiszapolgár prové de les necròpolis. S'han excavat més de 150 tombes individuals a Tiszapolgár-Basatanya. El ritual de mort de la cultura Tiszapolgár testimonia el canvi social que es va produir a l'inici de l'Edat del Coure. Les diferències amb els enterraments de cultures anteriors es poden veure clarament, tant en la seva ubicació al cementeri com en els seus béns funeraris.

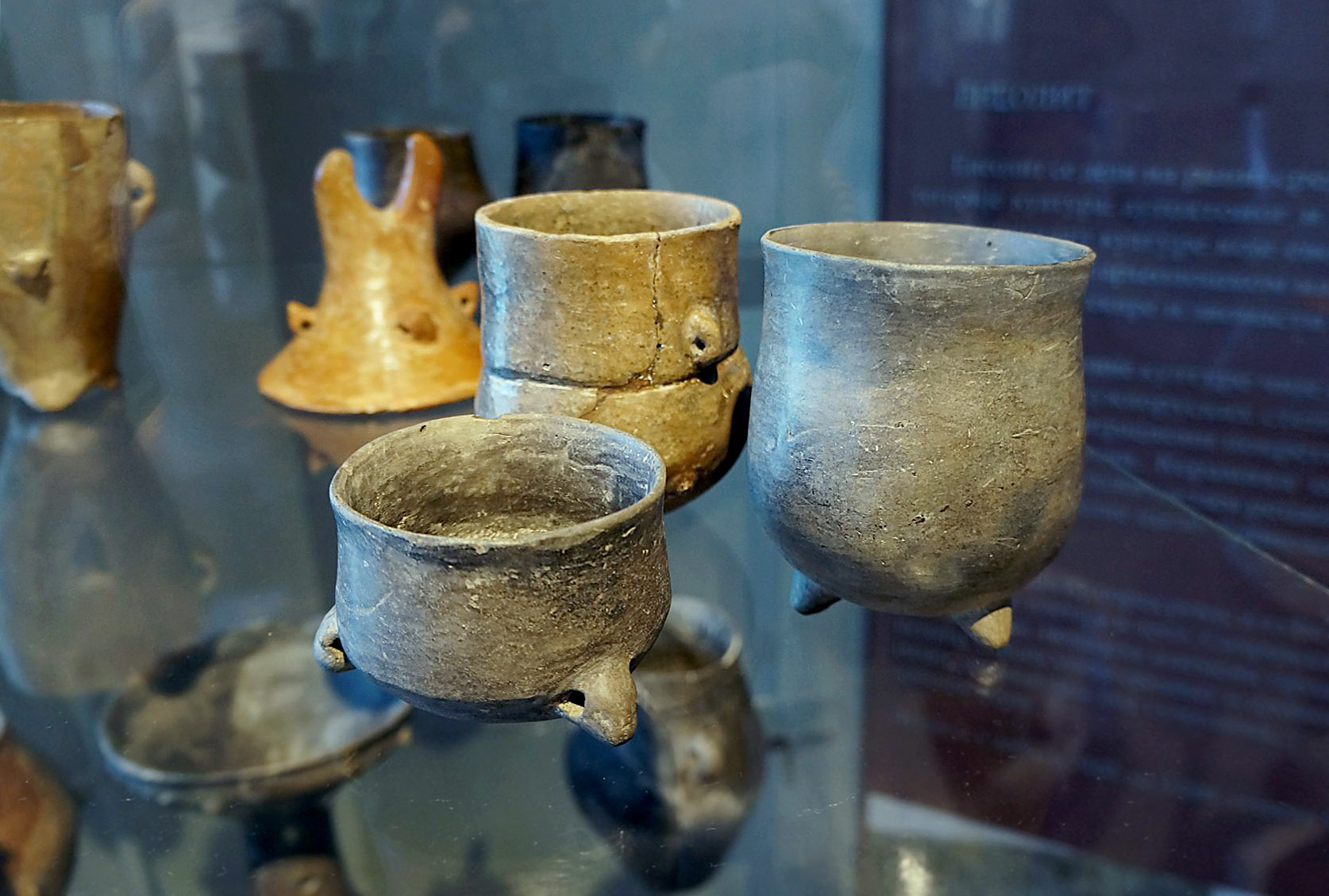
Ceràmica Tiszapolgár.

La ceràmica no està pintada però sovint apareix polida i decorada. Sovint presenta protuberàncies o orelleres perforades.
L'any 2022, a Romania, es va trobar un fons de 169 anells d'or en l'enterrament d'una dona d'alt estatus pertanyent a la cultura Tiszapolgár. El tresor va ser descrit com a "una troballa sensacional per a aquest període".